# Marco Histórico Nacional no Colorado

Localização do Colorado nos Estados Unidos.

A lista de Marco Histórico Nacional no Colorado contem os marcos designados pelo Governo Federal dos Estados Unidos para o estado norte-americano do Colorado.
Existem 24 Marcos Históricos Nacional (NHLs) no Colorado. Eles estão distribuídos em 19 dos 64 condados do estado. Os primeiros marcos do Colorado foram designados em 19 de dezembro de 1960 e os mais recentes em 16 de outubro de 2012. Um dos marcos, o Passo Raton, é compartilhado com o estado do Novo México.

## Listagem atual
Legenda:
| NRHP | Registro Nacional de Lugares Históricos |
| NHL  | Marco Histórico Nacional                |
| NHLD | Distrito Histórico Nacional             |
| HD   | Distrito Histórico                      |
| NHS  | Local Histórico Nacional                |
| NMEM | Memorial Nacional dos EUA               |
| NMON | Monumento Nacional dos EUA              |
| NHP  | Parque Histórico Nacional dos EUA       |
| NMP  | Parque Nacional Militar dos EUA         |

| [ 2 ] | Nome                                                              | Imagem | Inclusão                          | Localidade e coordenadas                                                                                    | Condado                     | NHLS     | Observações                                                                                         |
| ----- | ----------------------------------------------------------------- | ------ | --------------------------------- | --- | --------------------------- | -------- | --------------------------------------------------------------------------------------------------- |
| 1     | Academia da Força Aérea dos Estados Unidos, Área dos Cadetes      |        | 1 de abril de 2004 (20 anos)      | Academia da Força Aérea dos Estados Unidos, Colorado Springs 39° 00′ 30″ N, 104° 53′ 25,5″ O                | El Paso                     | 04000484 | |
| 2     | Bent's Old Fort                                                   |        | 19 de dezembro de 1960 (64 anos)  | Oeste de Las Animas na Colorado 194, La Junta 38° 02′ 34″ N, 103° 25′ 45″ O                                 | Otero                       | 66000254 | |
| 3     | Campo de Concentração de Granada                                  |        | 10 de fevereiro de 2006 (19 anos) | Granada 38° 02′ 58″ N, 102° 19′ 43″ O                                                                       | Prowers                     | 94000425 | |
| 4     | Carrossel nº 6 da Philadelphia Toboggan Company                   |        | 27 de fevereiro de 1987 (38 anos) | Burlington 39° 18′ 35,7″ N, 102° 16′ 10,3″ O                                                                | Kit Carson                  | 87000864 | |
| 5     | Colorado Chautauqua                                               |        | 10 de fevereiro de 2006 (19 anos) | Baseline Road, 900, Boulder 39° 59′ 52″ N, 105° 16′ 50″ O                                                   | Boulder                     | 78000830 | |
| 6     | Cume Pikes                                                        |        | 4 de julho de 1961 (63 anos)      | Floresta Nacional Pike, Colorado Springs 38° 50′ 26″ N, 105° 02′ 39″ O                                      | El Paso                     | 66000245 | |
| 7     | Denver Civic Center                                               |        | 16 de outubro de 2012 (12 anos)   | 1445 Cleveland Pl., Denver 39° 44′ 22″ N, 104° 59′ 20″ O                                                    | Denver                      | 90001346 | |
| 8     | Distrito Administrativo de Mesa Verde                             |        | 29 de maio de 1987 (37 anos)      | Spruce Canyon, Parque Nacional de Mesa Verde 37° 10′ 59″ N, 108° 29′ 26″ O                                  | Montezuma                   | 87001410 | |
| 9     | Distrito Histórico de Central City/Black Hawk                     |        | 4 de julho de 1961 (63 anos)      | Central City e Black Hawk 39° 48′ 04″ N, 105° 30′ 27″ O                                                     | Gilpin                      | 66000246 | |
| 10    | Distrito Histórico de Cripple Creek                               |        | 4 de julho de 1961 (63 anos)      | Route 67, Cripple Creek 38° 45′ 07″ N, 105° 10′ 31″ O                                                       | Teller                      | 66000939 | |
| 11    | Distrito Histórico de Georgetown-Silver Plume                     |        | 13 de novembro de 1966 (58 anos)  | Georgetown e Silver Plume 39° 41′ 55″ N, 105° 42′ 48″ O                                                     | Clear Creek                 | 66000243 | |
| 12    | Distrito Histórico de Leadville                                   |        | 4 de julho de 1961 (63 anos)      | Leadville 39° 14′ 39″ N, 106° 13′ 42″ O                                                                     | Lake                        | 66000248 | |
| 13    | Distrito Histórico de Silverton                                   |        | 4 de julho de 1961 (63 anos)      | Silverton 37° 48′ 45″ N, 107° 39′ 47″ O                                                                     | San Juan                    | 66000255 | |
| 14    | Distrito Histórico de Telluride                                   |        | 4 de julho de 1961 (63 anos)      | Telluride 37° 56′ 14″ N, 107° 48′ 29″ O                                                                     | San Miguel                  | 66000256 | |
| 15    | Edifício Administrativo do Parque Nacional das Montanhas Rochosas |        | 3 de janeiro de 2001 (24 anos)    | Parque Nacional das Montanhas Rochosas, Estes Park 40° 20′ 00″ N, 105° 42′ 32″ O                            | Larimer                     | 01000069 | |
| 16    | Ferrovia de via estreita Durango e Silverton                      |        | 4 de julho de 1961 (63 anos)      | Entre Durango e Silverton 37° 17′ 51″ N, 107° 42′ 39″ O                                                     | San Juan e La Plata         | 66000247 | |
| 17    | Ferrovia Denver & Rio Grande, extensão San Juan                   |        | 16 de outubro de 2012 (12 anos)   | Corredor ferroviário entre Antonito, CO e Chama, NM pela via de Passo Cumbres 36° 54′ 00″ N, 106° 35′ 00″ O | Conejos e Archuleta         | 07000374 | Também conhecida como Ferrovia Cênica Cumbres and Toltec. Possui parte no condado de Rio Arriba, NM |
| 18    | Local das barracas da colonização de Ludlow                       |        | 16 de janeiro de 2009 (16 anos)   | Ludlow 37° 19′ 38″ N, 106° 50′ 21″ O                                                                        | Las Animas                  | 85001328 | |
| 19    | Local Lindenmeier                                                 |        | 20 de janeiro de 1961 (64 anos)   | Norfolk 40° 58′ 48″ N, 105° 03′ 44″ O                                                                       | Larimer                     | 66000249 | |
| 20    | Paliçada de Pike                                                  |        | 4 de julho de 1961 (63 anos)      | 4 milhas à oeste de Sanford 37° 17′ 37,07″ N, 105° 48′ 35,8″ O                                              | Conejos                     | 66000244 | |
| 21    | Passo Raton                                                       |        | 19 de dezembro de 1960 (64 anos)  | Trinidad, CO e Raton, NM 36° 59′ 28″ N, 104° 29′ 12″ O                                                      | Las Animas, CO e Colfax, NM | 66000474 | |
| 22    | Ruina Lowry                                                       |        | 19 de julho de 1964 (60 anos)     | Pleasant View 37° 35′ 04,31″ N, 108° 55′ 10,73″ O                                                           | Montezuma                   | 66000253 | |
| 23    | Shenandoah-Dives (Mayflower) Mill                                 |        | 16 de fevereiro de 2000 (25 anos) | 2 milhas à nordeste de Silverton 37° 49′ 02,44″ N, 107° 37′ 36,37″ O                                        | San Juan                    | 00000262 | |
| 24    | Trujillo Homestead                                                |        | 1 de fevereiro de 2012 (13 anos)  | 9,3 milhas à nordeste de Mosca 37° 43′ 59,88″ N, 105° 44′ 08,88″ O                                          | Alamosa                     | 03001544 | |

## Áreas históricas do NPS no Colorado
Locais históricos nacional, parques históricos nacional, alguns monumentos nacional e determinadas áreas listadas no Sistema Nacional de Parques são marcos históricos de importância nacional, geralmente já protegidos antes mesmo da criação do programa NHL em 1960.
Existem 4 dessas áreas no Colorado. Bent's Old Fort é um Local histórico nacional assim como um Marco Histórico Nacional, e está listado acima. Os demais são:
|   | Nome                           | Imagem | Inclusão                          | Localidade e coordenadas  | Condado                      | Observações |
| - | ------------------------------ | ------ | --------------------------------- | ------------------------- | ---------------------------- | ----------- |
| 1 | Monumento Nacional Hovenweep   |        | 2 de março de 1923 (102 anos)     | Cortez, CO e Blanding, UT | Montezuma, CO e San Juan, UT |             |
| 2 | Monumento Nacional Yucca House |        | 19 de dezembro de 1919 (105 anos) | Cortez                    | Montezuma                    |             |
| 3 | Parque Nacional de Mesa Verde  |        | 29 de junho de 1906 (118 anos)    | Cortez                    | Montezuma                    |             |